# Yamatotettix nigrilineus
Yamatotettix nigrilineus är en insektsart som beskrevs av Li och Dai 2003. Yamatotettix nigrilineus ingår i släktet Yamatotettix och familjen dvärgstritar. Inga underarter finns listade i Catalogue of Life.